# Inception
Inception er en amerikansk sciencefiction-film fra 2010, skrevet, produceret og instrueret af Christopher Nolan. Hovedrollerne spilles af Leonardo DiCaprio, Joseph Gordon-Levitt, Ellen Page, Marion Cotillard, Cillian Murphy og Ken Watanabe. Historien er inspireret af begreberne klarsynede drømme og drømmeinkubation.
Med 516.532 solgte billetter blev Inception en af de mest populære biograffilm i Danmark i 2010.

## Handling
Handlingen foregår i en verden hvor man kan gå ind i menneskers drømme. Cobb (Leonardo DiCaprio) dykker ulovligt ind i menneskers drømme for at stjæle informationer, som ellers er utilgængelige. Hans evner har kostet ham hans kones liv og han er derfor blevet dømt for mord. Han er blevet frataget sin familie og sin nationalitet, men han er blevet lovet en chance for at genvinde sit gamle liv i bytte for plantningen af en idé i en samarbejdspartners sind. Denne proces med plantning af en idé, der er kendt som "inception", er mindre velkendt og langt mere vanskelig end Cobbs sædvanlige arbejde i "udtrækning".

## Om filmen
Efter at have fremlagt idéen for Warner Bros i 2001, følte instruktøren Nolan, at han skulle have mere erfaring med store film. Derfor valgte han at arbejde på Batman Begins, The Prestige og The Dark Knight. Han tilbragte seks måneder med polering af filmens manuskript, før Warner Bros. købte den i februar 2009. Optagelserne begyndte i Tokyo 19. juni 2009 og blev afsluttet i Canada i slutningen af november samme år.

## Medvirkende
- Leonardo DiCaprio – Cobb
- Ken Watanabe – Saito
- Joseph Gordon-Levitt – Arthur
- Marion Cotillard – Mal
- Ellen Page – Ariadne
- Tom Hardy – Eames
- Cillian Murphy – Fischer
- Tom Berenger – Browning